# المرأة في فنزويلا
النساء في فنزويلا من ضمن النساء في أمريكا الجنوبية اللاتي يعشنَّ في أو من فنزويلا
قد تختلف أدوار المرأة الفنزويلية في المناطق الحضرية عن الريفية. وحسب التقاليد، تؤدي المرأة الأعمال المنزلية، وقد تقبل في وظائف ذات الصلة بالخدمات المحلية.
في المناطق الريفية، تشارك المرأة الفنزويلية «العمل البدني» مع الرجال.
بالأضافة إلى ارتقائها في مسابقة ملكة الجمال، فقد أصبحت المرأة الفنزويلية «بتقدير كبير» ككائنات من الجمال والجنس.
وبالرغم أن المرأة متساوية من الناحية القانونية مع الرجل في فنزويلا، إلا أنها تعيش في «مجتمع ذكوري جدا» والذي لديه «العلامة التجارية المتميزة الوطنية الخاصة بالرجولة machismo».
ومع ذلك، في السنوات الأخيرة، وفي العصر الحديث أصبحت المرأة الفنزويلية تدريجيا جزءا أساسياً من القوى العاملة العامة خارج حدود المنزل.
مرأة الأعمال والمرأة المهنية في فنزويلا تعمل عموما «العمل الجاد في التطلع الكبير»، وأنها «dress to impress فستان لإقناع». تشمل أعمالهن ارتداء «ملابس العمل النسائية والفساتين والتنانير والبلوزات».
المرأة الفنزويلية «غير متحفظة أجتماعيا» بشكل مميز بطبيعتها.
النساء تُحيّي الرجال أو بعضهن البعض من خلال إعطاء قبلة واحدة على الخد الأيمن.
المرأة في المجتمع الفنزويلي «تمطر بالعادة بكلام غزل والنظرات من الرجال» كشكل من أشكال عرض الإعجاب من الجمال الأنثوي. وعادة اً ما تتجاهل مثل هذا السلوك الذكوري.

## وصلات خارجية
- Venezuelan Women Are Dying From Buttock Injections, by Alasdair Baverstock, from The Atlantic magazine
- Venezuelan Thieves Target Women’s Hair, by Claire Groden, from Time magazine